# Интеркосмос-13
Интерко́смос-13 (IC-13, «ДС-У2-ИК» № 5) — советский научно-исследовательский спутник серии космических аппаратов «Интеркосмос» типа «ДС-У2-ИК-5», разработанный в ОКБ-586 (ныне КБ «Южное») и предназначенный для исследования ионосферы Земли и радиационных поясов Земли в рамках программы сотрудничества социалистических стран.

## История создания
В декабре 1959 года создается Межведомственный научно-технический совет по космическим исследованиям при Академии Наук СССР во главе с академиком М. В. Келдышем, на который возлагается разработка тематических планов по созданию космических аппаратов, выдача основных тематических заданий, научно-техническая координация работ по исследованию и освоению верхних слоев атмосферы и космического пространства, подготовка вопросов организации международного сотрудничества в космических исследованиях.
Членом Президиума Межведомственного научно-технического совета по космическим исследованиям утверждается М. К. Янгель. В области прикладных задач проведения подобных работ было поручено НИИ-4 Министерства обороны СССР.
В 1963 году было принято решение о создании унифицированной спутниковой платформы ДС-У, на базе которой будут строиться аппараты для выполнения научных и прикладных исследований. Было разработано три модификации платформы
- ДС-У1 — неориентированный в пространстве космический аппарат с химическими источниками энергии;
- ДС-У2 — неориентированный в пространстве космический аппарат с солнечными батареями, в качестве источника энергии;
- ДС-У3 — ориентированный на Солнце космический аппарат с солнечными батареями, в качестве источника энергии.

На базе модификаций платформы ДС-У строились исследовательские спутники различного типа и комплектаций, в том числе по программе «Интеркосмос».

## Конструкция

### Платформа
«Интеркосмос-13» был пятым аппаратом, построенным на платформе ДС-У2 по программе «Интеркосмос» и получил заводское обозначение ДС-У2-ИК-5. В состав платформы входили унифицированный для всех спутников герметичный серии корпус длиной 1.4 и диаметром 0.8 метра, состоящий из центральной цилиндрической части и двух полусферических днищ, разделенный на три отсека. В центральном отсеке находилось одинаковое для всех аппаратов серии обеспечивающее оборудовние, в заднем днище — отсек систем энергопитания, переднее днище предназначалось для установки полезной нагрузки, на «Интеркосмосе-12» это была аппаратура для проведения научных экспериментов, созданная в  СССР и ЧССР.

### Система энергоснабжения
Источником энергии для спутника служили установленные на корпусе и на четырёх раскрывающихся панелях солнечные батареи общей площадью 5м² и буферные серебряно-цинковые акуумуляторы. Среднесуточная мощность, выделяемая всем системам спутникам - 26 Ватт, на научную аппаратуру - 10 Ватт.

### Бортовой аппаратный комплекс
Бортовой аппаратный комплекс космического аппарата типа «ДС-У2-Д» предназначается для командно-информационного, энергетического, климатического и сервисного обеспечения функционирования аппаратуры целевого назначения космического аппарата.
В состав радиотехнического комплекса входит:
- «БРКЛ-Б» — аппаратура командной радиолинии связи, представляет собой узкополосный приемник-дешифратор переданных с Земли сигналов для преобразования их в команды немедленного исполнения;
- «Краб» — аппаратура радиоконтроля орбиты и телесигнализации представляет собой передатчик высокостабильного двухчастотного когерентного сигнала излучения, который используется наземной станцией для определения орбитальной скорости космического аппарата, а также для передачи информации с датчиков телеметрии;
- «Трал-П2» — аппаратура телеконтроля с запоминающим устройством «ЗУ-2С».

### Полезная нагрузка
Научный аппаратный комплекс космического аппарата «Интеркосмос-13» включал в себя:
- приёмник электромагнитных волн сверхнизкой частоты;
- «АНЧ-2» — анализатор низких частот;
- «ТР-1» — Протонный телескоп;
- «РХ-2» — низкочастотный приёмник и измеритель импеданса электрического поля;
- «ЕМА-1» — магнитный анализатор;
- «ТС-1» — широкополосная телеметрическая система;
- «ПГ-1В» — блок детекторов;

Космический аппарат оборудован новой системой ориентации по вектору напряжённости магнитного поля Земли в составе ориентирующих магнитов и магнитной системы успокоения «МСУ-Ш»

## Программа полёта КА «Интеркосмос-13»

### Запуск
Космический аппарат «Интеркосмос-13» был запущен 27 марта 1975 года ракета-носителем «Космос 11К65М» с 1-й пусковой установки стартовой площадки № 132 космодрома Плесецк.. Спутник проработал на орбите до 2 сентября 1980 года.

### Результаты эксперимента
Орбита космического аппарата проходила над полярными районами, где измерения до этого были отрывочными и недостаточными.
Получены данные о процессах взаимодействия заряженных частиц и низкочастотных электромагнитных излучений в магнитосфере Земли.